# Attrah
Attrah est l’un des 60 villages de la municipalité d’Alou, située dans le département de Lebialem, dans la Région du Sud-Ouest du Cameroun.

## Histoire
Le 17 mars 2018, dans le village d’Alou situé à quelques kilomètres d’Attrah, un groupe armé séparatiste, les Forces de défense de l'Ambazonie (FDA), affirme dans une vidéo avoir capturé 40 passagers d’un bus et réclame une rançon de 100 millions FCFA pour la libération des otages.

## Géographie
Attrah est éloigné de la zone urbaine de la municipalité d’Alou représentée par les deux chefferies traditionnelles (Fondoms) de Ndugatet et Nwametaw. Le village est situé dans la zone basse de la municipalité.
Les coordonnées GPS du village d’Attrah ne sont pas disponibles, cependant la municipalité d’Alou se situe aux coordonnées suivantes : 5° 09′ 26″ nord et 9° 22′ 02″ est.

## Environnement
On retrouve à Attrah les forêts à feuilles persistantes communes dans la région, des palmiers alternant avec des exploitations de cacao.
Des cascades (non exploitées) sont signalées dans le village d’Attrah.

## Principaux problèmes et opportunités de développement du village
Les informations suivantes sont tirées du rapport du plan communal de développement du conseil municipal d’Alou, traduites de l’anglais.

### Agriculture
Le village d’Attrah est marqué par une faible productivité agricole ce qui engendre des problèmes  économiques et d’accès à la nourriture. Les solutions envisagées par le conseil d’Alou consistent notamment en une amélioration des techniques agricoles avec des ateliers éducatifs, à l'encouragement des investisseurs à fournir des fonds pour le développement agricole ainsi qu’à l’importation de semences, pesticides et fertilisants.

### Santé
On note des cas de malnutrition et de faible condition physique dans la population du village. Le conseil d’Alou a pour projet la construction de nouveaux centres de santé dans le village.

### Infrastructures scolaires
Il est indiqué que l’on trouve une garderie pour enfants dans le village d’Attrah.
Des projets d’améliorations des conditions scolaires sont en place avec notamment la construction de nouveaux points d’accès à l’eau potable et du nouveau matériel didactique et informatique.

### Réseau électrique
Le 11 mars 2015, lors d’un appel à projets organisé en partenariat avec le gouvernement, la proposition de l’entreprise Law Brothers (basée à Limbé) consistant en l’extension du réseau électrique du village d’Attrah a été retenue. La somme mobilisée est de 14 461 256 FCFA.
Le projet semble avoir été mené au cours de l’année 2016.

### Flore et faune sauvage
On note une exploitation non durable des forêts (déforestation) et de la faune sauvage avec la pratique du braconnage. Le conseil d’Alou souhaite mettre en place une patrouille anti-braconnage et cherche à identifier le potentiel d’une gestion et exploitation durable de la forêt.

### Jeunesse
On note un exode rural chez les jeunes du village en lien avec l’activité économique faible du village, l’absence d’institutions gouvernementales et d’opportunités pour les jeunes. Il n’a pas encore de solutions envisagées pour pallier le problème qui touche la jeunesse du village d’Attrah et des villages alentour du conseil d’Alou.

### Femmes
Selon le rapport du plan communal de développement du conseil municipal d’Alou ; l’accent est mis sur l’éducation à l’égalité des genres. Des bourses sont disponibles pour des projets générateurs de revenus pour les femmes du village.